# 287 هـ
287 هـ هي سنة في التقويم الهجري امتدت مقابلةً في التقويم الميلادي بين سنتي 900 و900.

## وفيات
- ابن أبي عاصم
- ابن وضاح
- محمد بن زيد العلوي
- قطر الندى